# Creu de Sant Blai
La creu de Sant Blai és una creu de terme situada a la carretera Campos-Colònia de Sant Jordi, en el desviament cap a l'ermita de Sant Blai, en el terme municipal de Campos, Mallorca. La creu actual data del 1938 i substitueix una de més antiga que en el segle xvii ja s'havia reconstruït perquè havia estat enderrocada. Està construïda amb pedres i marès, amb paredat en verd. Té una base octogonal amb el cos també octogonal sobre el que hi ha un tambor estriat amb tríglifs, en una cara del qual hi ha la data 1938. Al fus hi ha l'escut de Campos amb l'os rampant. La creu té els braços estriats i els extrems trilobulats. Al nuus de la creu hi figuren els tres claus de la Passió de Crist. L'altra cara és llisa.